# Cúp quốc gia Scotland 1999–2000
Cúp quốc gia Scotland 1999–2000 là mùa giải thứ 115 của giải đấu bóng đá loại trực tiếp uy tín nhất Scotland, vì lý do tài trợ nên có tên gọi là Cúp quốc gia Scotland Tennent. Chức vô địch thuộc về Rangers khi đánh bại Aberdeen 4–0 trong trận Chung kết.
Có lẽ một trong những cú sốc lớn nhất của giải đấu là khi đội bóng đến từ First Division Inverness Caledonian Thistle đánh bại đội bóng Premiership Celtic F.C. 3-1 tạo cảm hứng cho tiêu đề nổi tiếng trên báo The Sun "SuperCaleyGoBallisticCelticAreAtrocious" ngày hôm sau.

## Vòng Một
| Đội nhà             | Tỉ số | Đội khách          |
| ------------------- | ----- | ------------------ |
| Threave Rovers      | 1 – 7 | Stenhousemuir      |
| Hamilton Academical | 1 – 2 | Clyde              |
| Huntly              | 0 – 1 | East Stirlingshire |
| Ross County         | 2 – 2 | Forfar Athletic    |

### Đấu lại
| Đội nhà         | Tỉ số              | Đội khách   |
| --------------- | ------------------ | ----------- |
| Forfar Athletic | 0 – 0 (4 – 2 pen.) | Ross County |

## Vòng Hai
| Đội nhà           | Tỉ số | Đội khách          |
| ----------------- | ----- | ------------------ |
| Albion Rovers     | 0 – 0 | Dalbeattie Star    |
| Arbroath          | 0 – 0 | Fraserburgh        |
| Brechin City      | 2 – 2 | Annan Athletic     |
| Cowdenbeath       | 2 – 3 | Clyde              |
| Dumbarton         | 0 – 2 | Stenhousemuir      |
| Montrose          | 1 – 3 | Queen of the South |
| Partick Thistle   | 2 – 1 | East Stirlingshire |
| Peterhead         | 2 – 1 | Forfar Athletic    |
| Queen’s Park      | 1 – 2 | Berwick Rangers    |
| Stirling Albion   | 2 – 1 | East Fife          |
| Stranraer         | 1 – 0 | Clachnacuddin      |
| Whitehill Welfare | 2 – 2 | Alloa Athletic     |

### Đấu lại
| Đội nhà         | Tỉ số | Đội khách         |
| --------------- | ----- | ----------------- |
| Annan Athletic  | 2 – 3 | Brechin City      |
| Dalbeattie Star | 1 – 5 | Albion Rovers     |
| Fraserburgh     | 1 – 3 | Arbroath          |
| Alloa Athletic  | 2 – 0 | Whitehill Welfare |

## Vòng Ba
| Đội nhà            | Tỉ số | Đội khách            |
| ------------------ | ----- | -------------------- |
| Albion Rovers      | 1 – 2 | Partick Thistle      |
| Arbroath           | 1 – 1 | Motherwell           |
| Celtic             | 1 – 3 | Inverness CT         |
| Clyde              | 3 – 1 | Raith Rovers         |
| Clydebank          | 1 – 0 | Stirling Albion      |
| Dundee             | 0 – 0 | Ayr United           |
| Dundee United      | 4 – 1 | Airdrieonians        |
| Falkirk            | 3 – 1 | Peterhead            |
| Greenock Morton    | 1 – 1 | Brechin City         |
| Hearts             | 3 – 2 | Stenhousemuir        |
| Hibernian          | 4 – 1 | Dunfermline Athletic |
| Kilmarnock         | 0 – 0 | Alloa Athletic       |
| Queen of the South | 0 – 7 | Livingston           |
| St Johnstone       | 0 – 2 | Rangers              |
| St Mirren          | 1 – 1 | Aberdeen             |
| Stranraer          | 1 – 2 | Berwick Rangers      |

### Đấu lại
| Đội nhà        | Tỉ số              | Đội khách       |
| -------------- | ------------------ | --------------- |
| Aberdeen       | 2 – 0              | St Mirren       |
| Alloa Athletic | 1 – 0              | Kilmarnock      |
| Ayr United     | 1 – 1 (7 – 6 pen.) | Dundee          |
| Motherwell     | 2 – 0              | Arbroath        |
| Brechin City   | 0 – 0 (3 – 4 pen.) | Greenock Morton |

## Vòng Bốn
| Đội nhà         | Tỉ số | Đội khách     |
| --------------- | ----- | ------------- |
| Alloa Athletic  | 2 – 2 | Dundee United |
| Berwick Rangers | 0 – 0 | Falkirk       |
| Clyde           | 0 – 2 | Hearts        |
| Hibernian       | 1 – 1 | Clydebank     |
| Greenock Morton | 0 – 1 | Rangers       |
| Inverness CT    | 1 – 1 | Aberdeen      |
| Motherwell      | 3 – 4 | Ayr United    |
| Partick Thistle | 2 – 1 | Livingston    |

### Đấu lại
| Đội nhà       | Tỉ số | Đội khách       |
| ------------- | ----- | --------------- |
| Aberdeen      | 1 – 0 | Inverness CT    |
| Clydebank     | 0 – 3 | Hibernian       |
| Falkirk       | 3 – 0 | Berwick Rangers |
| Dundee United | 4 – 0 | Alloa Athletic  |

## Tứ kết
| Đội nhà       | Tỉ số | Đội khách       |
| ------------- | ----- | --------------- |
| Dundee United | 0 – 1 | Aberdeen        |
| Rangers       | 4 – 1 | Hearts          |
| Ayr United    | 2 – 0 | Partick Thistle |
| Hibernian     | 3 – 1 | Falkirk         |

## Bán kết
| Ayr United | 0 – 7 | Rangers                                                                 |
| ---------- | ----- | ----------------------------------------------------------------------- |
|            |       | Rozental 18', 89' · Kanchelskis 27' · Wallace 41' · Dodds 66', 72', 86' |

| Hibernian  | 1 – 2 | Aberdeen              |
| ---------- | ----- | --------------------- |
| Latapy 56' |       | Stavrum 64' · Dow 68' |

## Chung kết
| Aberdeen | 0 – 4  | Rangers                                                    |
| -------- | ------ | ---------------------------------------------------------- |
|          | Report | Van Bronckhorst 35' · Vidmar 47' · Dodds 49' · Albertz 50' |